# 三上和美
三上 和美（みかみ かずみ、1976年8月27日 - ）は、日本の女性レーシングドライバーである。北海道札幌市出身。愛称は「かずみっち」。

## 来歴
高校在学中にバイクに魅せられた後、自動車レースに興味を持つ。
1999年に筑波P-FRレースでデビューした後、2000年から2003年までスーパー耐久レースに参戦。最高位は2002年のクラス2位であった。2004年にはN1耐久レースにスポット参戦し、優勝した。
2005年にアジア最大のレース「セパン12時間耐久レース」にレディスチームとして出場し、6位に入賞。アジア各国から高い評価を受ける。同年末にはオイルメーカー「X-1R」、飲料メーカー「Red Bull」の2社のCMに出演。その後も創造電力のCMに出演した。
2008年からレースを休業し、フランスと日本で実業家およびモータージャーナリストとして活動している。
2022年　実業家として活動しながら、人道支援としてウクライナ避難民数千名に語学レッスンを無料で提供する他、さまざまな形で支援。世界に影響力を与える経営者として活躍している。同時に世界的に活躍するスポーツ選手の支援なども行っている。

## 戦績
- 1999年：筑波P-FRレースでレースデビュー
  - MINI TAGS（シリーズ3位）
  - MGF耐久参戦（3位）
- 2000年
  - スーパー耐久参戦（シリーズ6位）
  - MINI TAGS（シリーズチャンピオン）
  - タルガタスマニアラリー参戦（クラス準優勝）
  - Netz Cup参戦
  - N1耐久スクランブルレース参戦（最高位準優勝）
- 2001年
  - スーパー耐久シリーズ（最高位5位）
  - MINITAGSレース（最高位準優勝）
  - N1耐久スクランブルレース（優勝2回）
  - もてぎ7時間耐久レース（総合3位）
- 2002年
  - スーパー耐久シリーズ（シリーズ5位）準優勝1回 3位2回
  - 関東F4シリーズ参戦 シリーズ10位
  - 鈴鹿1000km耐久レース参戦
- 2003年：スーパー耐久シリーズ（シリーズ6位）、関東F4シリーズ参戦
- 2004年：フォーミュラートヨタシリーズ参戦、N1耐久スクランブルレース（準優勝）
- 2005年：F4東日本シリーズ（シリーズ10位）、セパン12時間耐久（6位入賞）
- 2006年：ポルシェカレラカップ参戦、セパン12時間耐久参戦
- 2007年：N1耐久レース参戦（ポルシェ・NSX）、タイ24時間耐久レース参戦
- 2008年
  - モンテカルロラリーヒストリック参戦（ルノーアルピーヌ） 敢闘賞獲得
  - フランスでカートレース参戦